# Zećira Mušović
Zećira Mušović (en  serbio cirílico: Зећира Мушовић; Falun, Suecia; 26 de mayo de 1996) es una futbolista sueca de origen bosnio. Juega como guardameta y su equipo actual es el Chelsea de la FA WSL. También forma parte de la selección de Suecia.

## Biografía
La familia de Mušović proviene de Prijepolje, Serbia, y es de origen bosnio. Sus tres hermanos mayores nacieron en la ciudad, sin embargo, la familia emigró a Suecia debido a la guerra de Bosnia. Zećira nació en Falun y creció en Escania.

## Palmarés

### Club

#### FC Rosengård
- Damallsvenskan: 2013, 2014, 2015
- Copa de Suecia: 2016, 2017, 2018
- Supercopa de Suecia: 2015, 2016

#### Chelsea
- FA Women's Super League: 2020-21
- FA Women's League Cup: 2020-21

### Internacional
- Copa de Algarve: 2018
- Mundial: 2019 (bronce), 2023 (bronce)
- Juegos Olímpicos: Medalla de plata 2020